# شاخص ست
شاخص ست (انگلیسی: SET Index) شاخص بازار بورس تایلند است، که در سال ۱۹۷۵ راه‌اندازی شد و هم‌اکنون از ۵۴۵ شرکت دارای بالاترین میزان ارزش بازار سرمایه، تشکیل می‌شود.